# Relacions entre Angola i Sèrbia
Les relacions entre Angola i Sèrbia es refereixen a les relacions bilaterals històriques i actuals entre la República d'Angola i Sèrbia. Les relacions foren establides en 1975 amb l'antiga República Federal Socialista de Iugoslàvia després de la independència d'Angola. Angola té ambaixada a Belgrad, i l'ambaixador és Toko Diakenga Serao. Sèrbia té una ambaixada a Luanda, Alvalade, i l'ambaixador és Danilo Milić.

## Cooperacions
El ministre de defensa de Sèrbia, Dragan Šutanovac, va expressar en una reunió a Luanda en 2011 que Sèrbia estava negociant amb les autoritats militars angoleses la construcció d'un nou hospital militar a Angola.